# Washi Tape

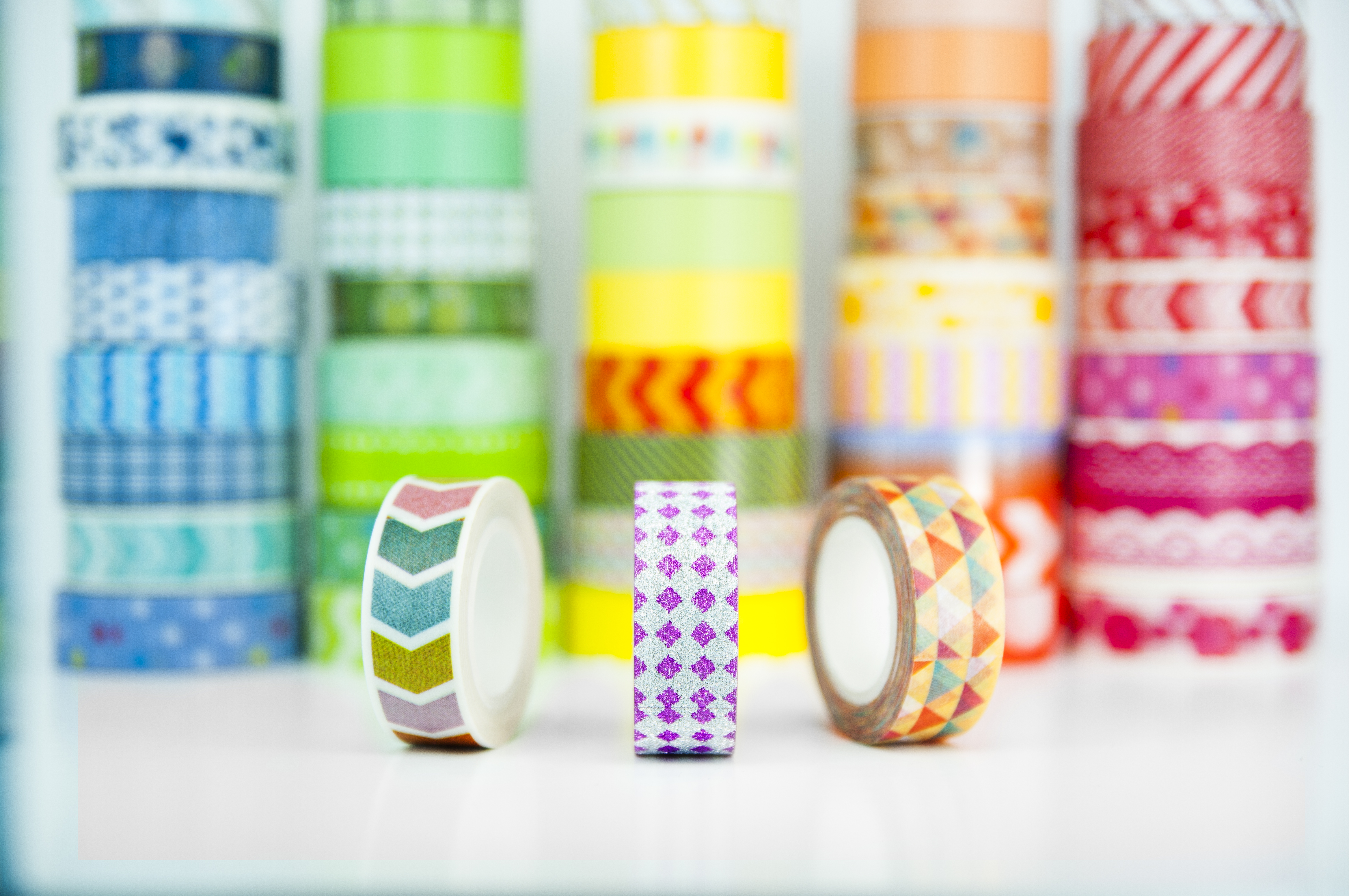
Washi Tape

Washi Tape es una cinta decorativa hecha de tipo de papel realizado a mano con un método tradicional chino que se introdujo en Japón gracias a un sacerdote budista coreano, en torno al año 610 D.C. El término está formado por una palabra japonesa y otra inglesa; Washi viene de la unión de 和 que significa armonía, y 紙 que significa papel; junto a tape, en español cinta adhesiva, define una cinta decorativa de papel. 
El washi original se fabrica con fibras de bambú, plátano, flores, arroz o trigo.

## Características
Las características de estas cintas adhesivas son sus colores y estampados que la convierten en muy atractiva para la realización de manualidades, además presenta la posibilidad de escribir sobre ella, mientras que su composición permite que la tinta no resbale o penetre sobre la superficie de papel. Al tratarse de una cinta, se corta de forma sencilla, sin necesidad de   tijeras u otros utensilios, y cuenta con una emulsión adhesiva por una cara. 

## Historia
La empresa japonesa Kamoi fue la primera que comenzó su fabricación industrial. Esta compañía se especializaba en la producción industrial de cintas de adhesivas de papel para construcción y bricolaje. A partir de 2004 tuvo noticias de que algunos de sus clientes decoraban las mismas con diseños personalizados; en consecuencia, en 2008 lanzó la producción de cintas adhesivas coloridas y estampadas, por medio de su filial: «Masking Tape Kamoi Kakoshi». Este el fue principio de la comercialización de lo que hoy se conoce como: washi tape.

## Usos
Las posibilidades de esta cinta adhesiva son múltiples, en especial para la decoración y el reciclaje. Entre otros usos se pueden señalar:
- Papelería: para decorar tarjetas, cuadernos, lápices.
- Adornos:  tarros de cristal, guirnaldas, pinzas, posavasos.
- Embalaje: como decoración de regalos o cajas.
- Interiores: decoración de paredes completas
- Reciclaje: latas, bombillas, letras del teclado.
- Scrapbooking: personalización de álbumes de fotos.
- Objetos varios: Vasos, jarrones, pequeños muebles.